# RebeldeS
 (octobre 2012).
Le contenu est difficilement compréhensible vu les erreurs de traduction, qui sont peut-être dues à l'utilisation d'un logiciel de traduction automatique.
RebeldeS est un groupe musical brésilien qui a émergé au Brésil telenovela Rebelde, produit par Rede Record, en partenariat avec Televisa au Mexique et affiché en premier. Dans la parcelle, les six personnages principaux - Alice, Carla, Diego, Pedro, Roberta et Tomás - forment un groupe fictif, et les six acteurs qui jouent ces personnages - respectivement, Sophia Abrahão, Mel Fronckowiak, Arthur Aguiar, Michael Borges, Lua Blanco et Chay Suede - a commencé à se comporter comme un vrai groupe.
Le groupe sort son premier album de sa carrière, le septembre 30 de 2011 par le label EMI, en partenariat avec le Record Entretenimento, et a réalisé la musique troisième lieu Parade officielle du Brésil, CD - TOP 20 ABPD hebdomadaire, pendant deux semaines consécutives, et le premier single disque, Do Jeito Que eu Sou, après avoir atteint les positions graphiques dix-septième et 21e Billboard Hot 100 Brésil et Hot Billboard Pop Brésil, la Billboard Brésil, respectivement,.